# 운중로
운중로는 경기도 성남시 분당구 판교동에서 운중동을 잇는 도로이다. 2009년까지는 국가지원지방도 제57호선의 일부였다.

## 개요
분당구 판교신도시의 서판교지구에서 주요한 도로 중 하나이다. 판교 나들목 부근에서 시작하여 판교동과 운중동을 가로질러 국가지원지방도 제57호선 우회로를 통해 안양시로 이어진다. 본래 국가지원지방도 제57호선으로, 성남시와 의왕시, 안양시를 잇는 중요한 도로였으나, 판교신도시 공사로 인해 국가지원지방도 제57호선 우회로가 생기고 안양시 방면 도로가 우회로와 연결됨으로써 그 기능을 상실했다.

## 같이 보기
- 안양판교로